# Billy Richards
Billy Richards (ur. 1880 w Vegetable Creek, zm. 1928) – australijski rugbysta, reprezentant kraju.
Reprezentował Queensland w meczach z Nową Południową Walią oraz British and Irish Lions podczas ich tournée do Australii i Nowej Zelandii w 1904 roku.
Otrzymał również powołanie do reprezentacji Australii i w latach 1904–1907 rozegrał pięć spotkań nie zdobywając punktów – zagrał w dwóch meczach z British and Irish Lions, zaś w kolejnych latach trzykrotnie stanął przeciwko All Blacks.
Brat Toma, również reprezentanta Australii.